# Old Possum's Book of Practical Cats
Old Possum's Book of Practical Cats (1939) is een verzameling grappige vrolijke gedichten van T.S. Eliot over de psychologie en sociologie van katten, gepubliceerd door de uitgeverij Faber and Faber. Het functioneert als basis voor de musical Cats.
Eliot schreef de gedichten in de jaren dertig en voegde ze toe aan de brieven van zijn petekinderen. Hij ondertekende ze met Old Possum (Oude buidelrat) (In de Nederlandse versie vertaald als Kobus Kruls), zoals de dichter Ezra Pound  hem noemde. De gedichten werden verzameld en in 1939 gepubliceerd.

## Vertaling
In 1985 verscheen deze gedichtenbundel voor het eerst in het Nederlands onder de naam: Kobus Kruls Parmantige Kattenboek, De Nederlandse vertaling kwam van Gerrit Komrij en werd gepubliceerd door Uitgeverij Bert Bakker. Deze vertaling wordt vanaf 1987 onder meer hergebruikt voor de Nederlandse en Vlaamse versies van de musical Cats.

## Inhoud
- The Naming of Cats (Hoe noem je een kat?)
- The Old Grumbie Cat (De oude Stijfselkat)
- Growltiger's last stand (Snauwtijgers salto mortale)
- The Rum Tum Tugger (De Tuk-stuk-rukker)
- The song of the Jellicles (Het lied van de Jubikels)
- Mungojerrie and rumpleteazer (Lorrenjopie en Scharrelnelis)
- Old Deuteronomy (Oom Deuteronominum)
- Of the Awfull Battle of the Pekes and the Pollicles (Over het ijselijke treffen tussen de Peken en de Pulken)
- Mr. Mistoffelees (Dr. Diavolo)
- Macavity: the Mystery Cat (Van Zonderen: de wonderkat)
- Gus: the Theatre Cat (Koos: de theaterkat)
- Bustopher Jones: the Cat about Town (Ghiselbert Smit: de residentiekat)
- Skimblehanks: the Railway Cat (Abelkouw: de spoorwegkat)
- The Ad-dressing of Cats (Het gedag-zeggen van een kat)
- Cat Morgan Introduces Himself (Kat Kazemier komt kennismaken)

## Gedicht (fragment)
Hoe noem je een kat?
Hoe noem je een kat? Geen eenvoudig karweitje,
Dat flans je niet zomaar even te saam;
Wie weet denk je: díe heeft ze niet op een rijtje,
Als ik zeg: een kat vraagt om EEN DRIEDUBBELE NAAM.
Allereerst dus een naam om in huis te gebruiken,
Zoals Willempie, Sambal of Jan zonder Blaam,
Zoals Tjebbe of Frederik, Droppie of Kuiken-
Allemaal hoogst acceptabel qua naam.
Er zijn chiquere namen, ze klinken wat beter,
Deels voor meneer zelf en deels voor madame:
Zoals Plato, Apollo, Electra, Demeter-
O, allemaal hoogst acceptabel qua naam.
Maar geloof me: een kat eist een naam die bijzonder is,
................................
..............................